# ويليام بورتر (كاتب)
ويليام بورتر (بالإنجليزية: William Porter)‏ هو كاتب سيناريو أمريكي، ولد في 24 مارس 1926 في جاكسون في الولايات المتحدة، وتوفي في 10 مارس 2000 في إرفاين في الولايات المتحدة.

## وصلات خارجية
- ويليام بورتر على موقع أوليمبيديا (الإنجليزية)